# 伍飛翰
伍飛翰（？—17世紀），汀州府寧化縣人，南明政治人物。

## 生平
伍飛翰是崇禎十七年（1644年）的選貢，隆武年間擔任光祿丞，有孝順聲譽。其後義兵四起，有對頭散佈流言指曹坊習武者為盜賊，清兵指揮拘捕，他說：「曹坊人都是良民，我願以全家擔保。」事情作罷。朝廷下詔錄取孝子任官，伍飛翰獲得推薦，他又說：「誰為人子可以稱孝，就推舉我，豈不是世人都是皆不孝子！」堅拒任官，後事不詳。

## 引用
1. 1 2  錢海岳《南明史·卷四十三·列傳第十九》：同（方文耀）時伍飛翰，寧化人。崇禎十七年選貢。隆武時，官光祿丞，以孝聞。
2. ↑  錢海岳《南明史·卷四十三·列傳第十九》：已而義兵四起，有怨於曹坊者，以蜚語中之，曰：「此坊家習技擊，皆盜也。」清將勒兵捕之，飛翰曰：「此坊良民，願以百口保。」乃已。詔取孝子任官，以飛翰舉。曰：「誰為人子而可以孝稱者，必我是舉，豈舉世皆不孝耶！」力辭。